# Нортфорк (Западна Вирџинија)
Нортфорк (енгл. Northfork) град је у америчкој савезној држави Западна Вирџинија.

## Демографија
По попису из 2010. године број становника је 429, што је 90 (-17,3%) становника мање него 2000. године.
| Група             | 2000.       | 2010.       |
| Белци             | 229 (44,1%) | 181 (42,2%) |
| Афроамериканци    | 280 (53,9%) | 245 (57,1%) |
| Азијати           | 0 (0,0%)    | 0 (0,0%)    |
| Хиспаноамериканци | 2 (0,4%)    | 1 (0,2%)    |
| Укупно            | 519         | 429         |